# Odysseylana sirenkoi
Odysseylana sirenkoi är en kräftdjursart som beskrevs av Malyutina 1995. Odysseylana sirenkoi ingår i släktet Odysseylana och familjen Cirolanidae. Inga underarter finns listade i Catalogue of Life.